# Wzmacniacz

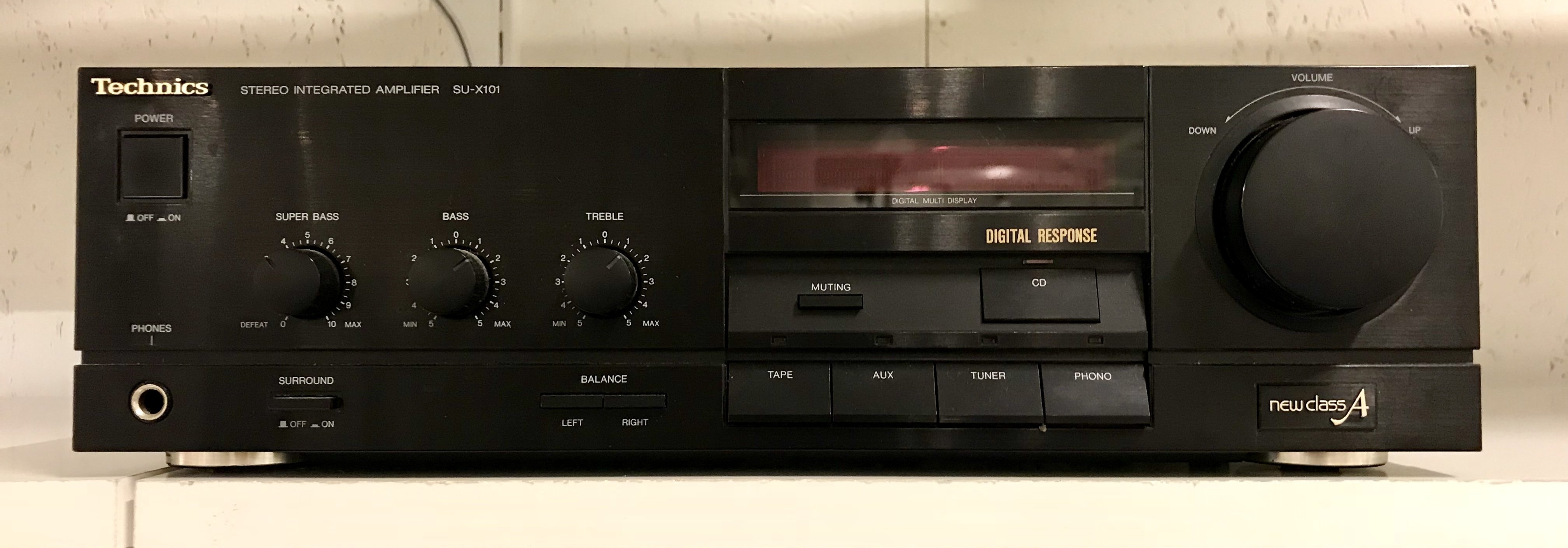
Wzmacniacz elektroakustyczny

Wzmacniacz – urządzenie (np. elektryczne, elektroniczne, magnetyczne, hydrauliczne, pneumatyczne, mające zastosowanie także w automatyce, biologii, medycynie i astronomii) zwiększające moc sygnału wejściowego kosztem energii pobieranej ze źródła zasilającego.
Wzmacniaczy używa się w przypadkach, gdy pierwotny poziom mocy sygnału jest zbyt niski aby go np. przesłać na odległość, zmierzyć bądź zarejestrować.